# Erdélyi Ágnes (költő)
Erdélyi Ágnes, családi nevén Glatter (Budapest, 1914. május 23. – Auschwitz, 1944. június 3.) magyar költő, író. Radnóti Miklós féltestvére.

## Életútja
Középiskolai tanulmányait nem tudta befejezni, kézimunkával tartotta fenn magát, majd tisztviselő lett egy könyvkiadónál. Nagyváradon és Kolozsvárt baloldali értelmiségiek köréhez tartozott, baráti kapcsolat fűzte Leon Alex festőművészhez. Bukarestben részt vett a Déri-Deheleanu Gyula szervezte marxista szemináriumon, és tevékenyen bekapcsolódott a munkásmozgalomba. 1944-ben deportálták, a náci terror áldozatául esett.
Első írásai a Brassói Lapok hasábjain és a budapesti Gondolatban jelentek meg. Kisregénye, a Kovácsék a Brassói Lapok Ajándékregénytárának 1935. január havi füzeteként látott napvilágot; egy nyelvvizsgán elbukott magyar vasutas családjának sodródását mutatja be a gazdasági válság éveiben. Verseskötete: Kórus három hangra (Kunovits András fedőlapjával, Nagyvárad, 1935). A bizonytalanság hangján üdvözli menedékét, a Várost Bukaresti strófák c. költeményében (Korunk, 1937/7-8): mint "erdei holló s szélhordta magyar" szól. Utolsó levelét posztumusz közölte az Utunk (1975/20).

## Kötetei
- Kórus három hangra. Versek; Kálvin Ny., Oradea, 1935
- Kovácsék. Regény; Lap- és Könyvkiadó, Braşov-Brassó, 1935 (Ajándékregénytár)
- Arckép szavakból. Összegyűjtött írások; összeáll., szerk., előszó, jegyz. Bíró-Balogh Tamás; Jaffa, Bp., 2020